# John Rzeznik
John Joseph Theodore Rzeznik, también conocido como Johnny Rzeznik (Búfalo, Nueva York, Estados Unidos; 5 de diciembre de 1965) es un cantante, guitarrista y productor estadounidense, líder de la banda de rock alternativo Goo Goo Dolls.

## Biografía
Nació de sus padres Joseph y Edith Rzeznik, es el menor de sus cinco hijos. Desde pequeño John descubrió que sus padres peleaban constantemente debido al problema de alcoholismo de su padre, quien murió a los 55 años a causa de problemas con el alcohol. Justo cuando la familia trataba de superar la muerte de Joe, la vida de John fue completamente destrozada un año después cuando su madre murió de un repentino ataque al corazón. A la edad de 16, John ya había perdido a sus dos padres y tuvo que ser educado por sus cuatro hermanas mayores. En este tiempo, y mientras asistía a la preparatoria, un amigo le enseñó un hobby que practicaría por el resto de su vida: tocar la guitarra. Después de graduarse del bachillerato John fue a la "Buffalo State College", sólo para dejarla un año después. Fue en estos días cuando conoció a su compañero de banda, Robbie Tacak, y junto al baterista George Tutuska formaron "The Goo Goo Dolls". Firmaron con el estudio "Celluloid" en 1985, pero no tuvieron éxito durante 9 años. Durante este tiempo sacaron cinco discos y constantemente estaban de tour, pero nunca consiguieron el éxito deseado. John empezó a salir con Laurie Farinacci y se casaron en 1993. El álbum de 1995, "A Boy Named Goo", los lanzó a la fama mundial; consiguió doble platino, y después de que algunos productores musicales escucharan el sencillo "Name", los invitaron a componer una canción para el soundtrack de la película "City of Angels". Esta canción se llama "Iris", y es el sencillo más famoso y escuchado de la banda. Este sencillo fue incorporado en el siguiente disco de la banda, "Dizzy up the Girl". El disco más reciente de la banda es Miracle Pill, sacado a la venta en el 2019. John Rzeznik también escribió y cantó las canciones "I'm Still Here (Jim's Theme)" y "Always Know Where You Are" para la película de Disney "El planeta del tesoro". Destaca también la canción "Before it´s too late" escrita por John Rzeznik para la banda sonora de "Transformers" en 2007, esta canción está inspirada en la historia de los protagonistas de la película, Sam y Mickaela.

## Frases personales
- "Todo pasa por algo. Si te pones a pensar en todos los eventos y las cosas que han pasado para que estés en esta silla, verás que todo es muy asombroso. Donde estamos, donde yo estoy, es genial".

- "Siempre he pensado en esto; si te pones a escribir una canción, y luego te vistes con pantalones de cuero y vas a tocar tu canción, eso es genial. Eso es jugar con tu imagen. Pero si te pones primero los pantalones de cuero y tratas de escribir una canción que quede son eso, entonces eso es posar. Estás siendo más consciente de tu imagen que de lo que estás haciendo, de tu trabajo, o como lo quieras llamar; realmente debes de evitar hacer eso".

- "Cuando eres exitoso, de pronto tienes que defender tu credibilidad en contra de muchos idiotas que no saben nada sobre ti."

- "Es mejor tener un puño lleno de remordimientos que nunca haber vivido realmente".

- "Es muy emocionante tocar en vivo; nunca sabes lo que pasará, si te caerá una botella o un sostén".

- "Los Ángeles es buena y mala porque está llena de gente que está o escapando de algo, o buscando algo"... "Es la ciudad inintencionalmente más cómica del mundo".

## Discografía
Sencillos como solista
- 2002: "I'm Still Here (Jim's Theme)" (para la banda sonora de Treasure Planet)

### Colaboraciones
- Limp Bizkit y Johnny Rzeznik – "Wish You Were Here" – America: A Tribute to Heroes (2001)
- "Always Know Where You Are" – Treasure Planet (2002)
- "For Your Love" – con The Yardbirds – Birdland (2003)
- "Once in a Lifetime" – Good Morning Miami theme
- "All I Want is You" – Les Paul & Friends: American Made World Played (2005)
- "Men of War" – con Steve Morse & Michael Lee Jackson (versión original para el álbum de Gillan, Double Trouble) – Gillan's Inn (2006)
- "Lightning" – con Cash Cash (2014)